# Sieromino
Sieromino (deutsch Zeromin) ist eine kleine kaschubische Siedlung in der polnischen Woiwodschaft Pommern und gehört zur Gemeinde Czarna Dąbrówka (Schwarz Damerkow) im Powiat Bytowski (Kreis Bütow).

## Geographische Lage
Sieromino liegt am Westufer des  Binnensees Jezioro Jasień (Jassener See) in Hinterpommern,  etwa 6,5 Kilometer südlich des Dorfs Czarna Dąbrówka (Schwarz Damerkow)  und 43 Kilometer südöstlich der Stadt Słupsk (Stolp).

## Geschichte
Der früher Zeromin genannte Gutsort hatte im Jahre 1910 immerhin 396 Einwohner und war damit größer als der Nachbarort Jerskewitz (polnisch: Jerzkowice), in den er zuletzt eingemeindet worden und mit dessen Geschichte er eng verwoben ist. Der aus den Rittergütern Jerskewitz, Charlottenhof und Zeromin bestehende Güterkomplex umfasste 1939 eine 1.560 Hektar große Fläche, von der 800 Hektar Ackerfläche und 650 Hektar Wald waren.
Als Ortsteil der Gemeinde Jerskewitz gehörte Zeromin bis 1945 zum Amt- und Standesamtsbezirk Schwarz Damerkow (Czarna Dąbrówka) im Landkreis Stolp im Regierungsbezirk Köslin der  Provinz Pommern.
Gegen Ende des Zweiten Weltkriegs wurde Zeromin Anfang März 1945  von der Roten Armee  besetzt. Nach Kriegsende wurde die Gemeinde Jerskewitz, zu der der Ort gehörte, zusammen mit ganz Hinterpommern Teil Polens. Die Schreibweise des Ortsnamens wurde in Sieromino abgeändert.
Sieromino ist heute ein Teil des Schulzenamtes Jasień (Jassen) der Gmina Czarna Dąbrówka im Powiat Bytowski in der Woiwodschaft Pommern (1975 bis 1998 Woiwodschaft Słupsk).

## Kirche
Kirchlich war Zeromin vor 1945 in das evangelische Kirchspiel Groß Nossin im Kirchenkreis Bütow in der Kirchenprovinz Pommern der Kirche der Altpreußischen Union eingepfarrt. Heute werden die evangelischen Kirchenglieder von der Kreuzkirchengemeinde in Słupsk (Stolp) in der Diözese Pommern-Großpolen der Evangelisch-Augsburgischen Kirche in Polen aus betreut.

## Verkehr
Sieromino liegt an einer Nebenstraße, die Czarna Dąbrówka (Schwarz Damerkow) an den Woiwodschaftsstraßen 211 und DW 212 (Teilstück der ehemaligen deutschen Reichsstraße 158) mit Pomysk Mały (Klein Pomeiske) und der Kreisstadt Bytów (Bütow) verbindet.
Ein Bahnanschluss besteht nicht mehr, seit 1945 die Bahnstrecke Lauenburg–Bütow (Lębork–Bytów) mit der nächstgelegenen Station Jassener See stillgelegt und teilweise demontiert worden ist.